# 睡眠相後退症候群
睡眠相後退症候群（すいみんそうこうたいしょうこうぐん、delayed sleep-phase syndrome、DSPS）、または睡眠相後退障害（すいみんそうこうたいしょうがい、delayed sleep-phase disorder）は、慢性的な睡眠のタイミングに関する障害（概日リズム睡眠障害）のひとつである。DSPSの患者は、とても遅い時間に眠りにつく傾向があり、朝起きることが困難である。
治療法については、「睡眠相後退症候群#治療」を参照。

## 概要
DSPS患者は、何時に床に就いても早朝まで眠ることができないが、毎日ほぼ同じ時間に眠ることができると報告されている。DSPSに加えて、睡眠時無呼吸症候群のような睡眠障害を持っていない限り、患者はよく眠ることができ、通常と同様の睡眠時間を必要とする。それゆえ、患者は数時間の睡眠しか取れないまま、学校や仕事に出かけるため起床しなければならないことに困難を感じる。しかし、彼らは自由な時間（例えば、午前4時から正午まで）に眠ることが許されるのであれば、よく眠り、自然に目覚め、再び彼らにとっての“夜”が来るまで眠りたいと感じない。
この症候群は通常、幼少期または思春期に発症し、思春期または成人期の始めになくなる場合もある。時計遺伝子に起因する先天的な場合と、夜型の生活リズムに起因する後天的な場合があり、幼少期に発症している場合は大抵が先天性、成人してから発症する場合が後天性のものといえる。なお、先天性であった場合は対症療法による治療しか行えないが、後天性であれば治療も可能となる。
DSPSはもともと、Jet Lagと同じ範疇の疾患として研究されていた。このため、「Jet Lag類縁疾患」などと呼称されていた。1981年、モンテフィオーレ医療センターのElliot D. Weitzman博士らはこのカテゴリーの疾患をDelayed sleep-phase syndrome; DSPSと呼ぶことを提唱した。慢性的な不眠症の7-10%は、DSPSが原因だと主張する論文もある。DSPSは、原発性不眠症または精神障害と誤解される。

## 定義
睡眠障害国際分類 (International Classification of Sleep Disorders, ICSD)によると、DSPSの主要な特徴は、
| 「 | 1. 入眠と覚醒時刻が、望ましい時間帯より遅く、難治性である。 2. 入眠時刻が毎日ほぼ同じである。 3. 一度眠り始めると、全く又はほぼ問題なく睡眠を維持できる。 4. 朝の望ましい時間帯に起床することが極端に困難である。 5. 強制的に社会的慣習となっている睡眠・覚醒時刻に合わせて、睡眠相を早い時間帯に前進させることが比較的困難であるか全くできない。 | 」 |

である。DSPSには、他の睡眠障害とは異なって次のような特徴がある。
- DSPSの患者は、朝もしくは午後ならば、普通か普通以上によく眠る能力がある。これとは対照的に、慢性不眠症の患者は、夜より朝のほうが眠りやすいとは感じない。
- DSPS患者は、だいたい毎晩同じ時刻に眠り、彼らが普段眠る時間帯にベッドに入ればすぐに眠ることができる。幼児のDSPS患者は眠くなる前にベッドに入ることを嫌がるが、普段眠る時間になれば、嫌がらずに眠る。
- DSPS患者は、彼らの睡眠スケジュールに従って生活できる時（例えば、週末や休暇中）は、規則的によく眠ることができる。
- DSPSは慢性的である。症状が少なくとも1か月続かないとDSPSであると診断されない。

DSPSに罹患して9時5時生活を送ることは、毎日6時間の時差ぼけを体験しているようなものである。患者は平日（月曜〜金曜）には数時間しか眠ることができないので、週末には午後まで眠って睡眠時間を補うことがよくある。週末によく眠ったり、普段昼寝をしたりすることで、DSPS患者は昼間の眠気から解放されるが、遅い睡眠相はそのまま続く。
DSPS患者は、極端な夜型の傾向がある。彼らは、夜が最も頭が冴えていて、物事がうまくでき、創造力にも溢れていると感じる。彼らは単純に早く眠ることができないのである。仕事や学校に出かけるまで、彼らはベッドの中で何時間も寝返りをして、時には全く眠れずに過ごさなければならない。
DSPS患者が医療の手助けを求める頃には、患者は何度も睡眠スケジュールを変える試みを行っている。失敗した作戦の中には、リラックス方法、早くベッドに入ること、催眠術、アルコールの飲用、睡眠薬、つまらない読書、民間療法などが含まれるかもしれない。夜に鎮静剤を使ったことのあるDSPS患者は、薬によって疲労感を覚えたり、またはリラックスしたりするが、睡眠を誘うことには失敗したと報告している。彼らはよく家族に朝起こしてくれるように頼んだり、いくつもの目覚まし時計を使ったりしている。この症候群は、思春期に最もよく起こるので、子供が学校に間に合うように起こすことに困難を感じた患者の両親が医療の助けを探し始めることが多い。

## 罹患率
厳密なICSDの診断基準を用いると、無作為に選ばれた10,000人のノルウェーの成人では、0.17%がDSPSに罹患していると見積もられている。同様の研究で1,525人の日本の成人では罹患率が0.13%であったとされている。他の研究では、思春期におけるDSPSの罹患率は7%にも上る主張する論文も一報存在する。

## 生理学
DSPSは体の時間調節機能―生体時計の障害である。体が日々、睡眠覚醒の時計を調節する能力が弱くなっていることが原因であると考えられている。DSPS患者は、通常より長い概日リズムの周期を持っているか、または光によって体内時計が調節される反応が弱くなっているのかもしれない。
通常の概日リズムを持つ人は、前日に十分睡眠をとれていない場合は、夜になればすぐに眠ることができる。早く眠れば、自動的に体内時計が前進することになる。これとは対照的に、DSPS患者は、たとえ断眠後でも、彼らが普段眠る時刻になるまでは眠ることができない。普通の人と違って、DSPS患者の概日リズムは、断眠によって調節されないと研究によって示された。
DSPS患者は彼らの体内時計の位相が一般社会のそれは異なっているため、寝起きすることに困難を感じる。夜間勤務に体調が合わない通常の人にも同様の症状が現れる。
DSPS患者はメラトニン分泌や深部体温の最低値など睡眠覚醒サイクルに対応する概日リズムの指標にも遅れが見られる。眠気、自発的な目覚めなどの体内時計の指標はすべて同じ時間だけ遅れている。非低下血圧型 (Non-dipping blood pressure patterns) （一日の血圧変化において、昼間に対する夜間の血圧低下が10%未満と少ない型）も、社会的に受け入れがたい睡眠覚醒サイクルと同時に見られた場合は、DSPSと関係がある。
多くの場合、DSPS患者の体内時計の異常の原因は分からない。DSPSは家族性である傾向がある。DSPSにhPer3 (human period 3) 遺伝子が関与しているという証拠が増えて来ている。DSPSや非24時間睡眠覚醒症候群が頭部外傷後に発生したいくつかの症例が報告されている。
DSPSが非24時間睡眠覚醒症候群（毎日眠る時刻が遅れてゆく病。DSPSより重篤で、患者を衰弱させる）に発達した例もいくつかある。

## 診断
DSPSは、問診以外に3週間以上のアクティグラフ (actigraph) や睡眠記録 (sleeplog) による活動測定によって診断される。
DSPSは見逃されたりする。もっともよく原発性の精神障害と誤診される睡眠障害として名前が挙げられている。

## 患者への影響
一般の人々の障害に対する認識不足のため、DSPS患者はしつけが悪い、または怠惰な人であると固定観念で判断され、辛い経験をしている。患者の親は、子供に適切なリズムで生活させないことに対して非難されるかもしれない。また学校は遅刻、欠席、居眠りの常習者に厳しく、彼らが慢性的な病気を持っていると理解されない。
2004年の睡眠が健康に及ぼす影響に関する 世界保健機関 (WHO) の会議で、睡眠の専門家は次のように述べている。
| 「 | 中長期的な影響は…特にDSPSで知られている。DSPS患者は慢性的な睡眠不足と、睡眠負債による行動力や認知能力の低下に見舞われる。アルコールや他の薬物の乱用が増加し、若い患者の中には犯罪傾向を示す者もいる。精神障害、特に季節性情動障害、原発性うつ病、双極性感情障害と概日リズムとは、関連が強いと分かった。 | 」 |

DSPSに苦しむ人が正しい診断を受けるまでには、何年もの間、誤診されたり、怠け者で無能な社員や生徒と決め付けられたりしていることが多い。概日リズム睡眠障害と精神病との誤診は、患者と家族の相当な苦しみの原因となり、患者の一部は不適切な向精神薬を処方されることになる。多くの患者にとって、DSPSと診断を受けること自体が人生を変える突破口となるのである。

## 治療
DSPSの治療は特殊である。不眠症の治療とは違い、概日リズムの問題を突き止めると共に患者の眠る能力を見極める。
軽度のDSPSでは、望ましい睡眠時刻になるまで、毎日15分ずつ寝起きする時間を早くなるように調節する。より重度な場合は以下に述べるような方法で治療する。
患者はDSPSの治療を始める前に、1週間昼寝をせずに規則的に最も快適だと感じる時に眠って過ごすように指示される。患者がよく休養を取った後に治療を開始することが大切なのである。
医学書に報告された治療の中には次のようなものがある。
- 光療法では、白色光のランプまたは、携帯可能なサンバイザー型の光照射装置を使い、通常10,000ルクス (lux) の光を朝30-90分間あびる。太陽光も利用できる。朝の仕度の時に、光療法を行うための余分な時間を取る必要がある。効果が現れるには、数日から2週間かかり、効果を維持するために時々使用を続けるとよい。夜の強い光を避けることも治療の助けになるかもしれない。
- 時間治療 (chronotherapy) では、毎日3時間ずつ眠る時間を遅くすることを、5-6日間続けることで、体内時計を調節する。
- 光療法と合わせて、少量のメラトニンを利用する方法がある。メラトニンを定時刻に服用した研究では、夕刻前後の0.5mgという少量のメラトニンの内服で、睡眠相を前進させられることが明らかになっている。[15]2010年のシステマティックレビューは、睡眠覚醒のリズム、体内のメラトニンリズムに対して有効であることを見出した[16]。メラトニンは鎮静剤としてよりむしろ、概日リズムを調節する自然な方法として使用される。メラトニンの副作用には睡眠の阻害、悪夢、昼間の眠気、うつ病が含まれる。長期的なメラトニン服用の影響は調査されておらず、生産も規制されていない。国によっては、メラトニンは医師の処方によってのみ使用可能か、まったく使用できない。カナダとアメリカでは、メラトニンは自由に健康補助食品として購入することができる。
- 大麻はDSPSに対する睡眠補助薬としての使用に成功している。入眠時刻は2つの主要なカンナビノイド、テトラヒドロカンナビノール (THC) とカンナビジオール (CBD) に影響される。THCはメラトニンの産生を劇的に増加させ[17]、CBDは不眠症患者の睡眠を助けることが示されている[18]。多量の大麻の使用は レム睡眠のレベル低下と徐波睡眠のレベル上昇、また翌朝の精神機能の低下をもたらす。しかし、この効果は濃度依存性が高く、5mgのTHCやCBDではこのような効果がないことが示されている[19]。事例証拠によってインド麻が特に効果的であると示されている。
- 大量のビタミンB12が入眠時刻を通常にするのに役立つと主張する人もいるが、治療の効果についてはほとんど知られていない。
- DSPSの治療が、抗うつ薬トラゾドンの処方で成功したという報告が一例ある[20]。

患者が一度、早く眠る習慣を身に付けたら、その後規則正しい睡眠覚醒時刻を厳格に守り、よい睡眠衛生（よりよい睡眠をとるための行動や環境）を保つよう努力することが肝心である。DSPS患者が「眠くない時に布団に入らないように」と勧められる場合があるが、これに従うと通常早く眠るようにはならない。また、眠る前にアルコールやカフェインを避けるようにとも助言される。
治療が成功すると、DSPS患者は遅かった時と同様に早い睡眠スケジュールで睡眠し、活動することが出来るようになる。昼間の覚醒状態を保つため、カフェインなどを含む刺激物をとる必要はない。DSPSの治療で最も難しい点は、一度身に付いた早い睡眠スケジュールを「維持する」ことである。お祝いごとで遅くまで起きていたり、病気で一日中眠っていたりした場合など避けられない事情によって、睡眠スケジュールが再び遅くなってしまう傾向がある。

## 遅い睡眠時刻への適応
長期間の治療が成功した割合は、評価されていない。しかし、経験豊かな臨床医は、DSPSを治療することは難しいと認めている。
夜間勤務や、在宅で仕事をする患者にとっては、DSPSは大きな障害とはならない。このような仕事をしている多くの人は、自分達の生活パターンを「障害」であるとは考えない。DSPS患者の一部は、夜間の眠気が弱くなるにもかかわらず昼寝をし、時には昼4時間夜4時間の睡眠をとる人さえある。DSPS患者が働きやすい仕事として、警備員、劇場やマスメディアでの仕事、レストランやホテルでのサービス業、フリーライター、コールセンターでの仕事、看護師、タクシーやトラックの運転手などがある。
何年も治療を続けても、一部のDSPS患者は早い睡眠時刻に適応することができない。睡眠学者は治療不可能なDSPSの症例が存在することを正式に「睡眠覚醒時刻不全障害 (sleep-wake schedule disorder disability, SWSD)」として認識するべきではないかと提唱している。
| 「 | SWSD障害に苦しむ患者には、一生治らない障害を抱えている事実を受け入れ、 リハビリテーションを受けて生活の質が向上させるよう、励ましていくべきだろう。医師がSWSD障害の病態を認識して発見し、職業教育と社会復帰のための公共の施設に知らせる体制を早急に作るべきである。 | 」 |

DSPS患者のリハビリテーションには、症状を受け入れ、遅い睡眠時刻で許される職業を選択することが含まれる。ごく少数の学校や大学ではあるが、DSPSの生徒はかれらがよく集中できる時間に試験を受けられるよう調整してもらえる。

## DSPSとうつ病
文献に報告されたDSPSの症例では、約半数の患者がうつ病か、その他の心理的な問題に苦しんでいる。DSPSとうつ病の関係は不明である。半数のDSPS患者はうつ病でないことから、DSPSが単にうつ病の一症状ではないことが分かる。時間治療のような治療法はうつ病患者にも効果がある。
DSPSは非常にストレスが多く誤解されている障害であるので、うつ病の主要な原因となることも考えられる。神経化学的な睡眠とうつ病の直接的な関係が原因である可能性もある。
うつ病にも苦しむDSPS患者は、両方に対する治療を探すべきである。効果的なDSPSの治療は患者の感情を改善し、抗うつ薬の効力をあげる。しかも、うつ病の治療によって、患者はDSPSの治療を成功させやすくなるのである（「うつ病#治療」も参照）。